# Matsuo Bashō
Matsuo Bashō est un nom japonais traditionnel ; le nom de famille (ou le nom d'école) précède donc le prénom (ou le nom d'artiste).
Pour les articles homonymes, voir Basho.
Matsuo Bashō (松尾 芭蕉), plus connu sous son seul prénom de plume Bashō (芭蕉, signifiant « le Bananier »), est un poète japonais du XVIIe siècle (début de l'époque d'Edo). De son vrai nom Matsuo Kinsaku (enfant) puis Matsuo Munefusa (adulte), il est né en 1644 à Iga-Ueno et mort le 28 novembre 1694 à Ōsaka. Il est considéré comme l'un des trois grands maîtres du haïkaï classique japonais (江戸三大俳人) avec Buson et Issa.
Auteur d'environ 2 000 haïkus, Bashō rompt avec les formes de comique vulgaire du haïkaï-renga du XVIe de Sōkan en proposant un type de baroque qui fonde le genre au XVIIe en détournant ses conventions de base pour en faire une poésie plus subtile qui crée l'émotion par ce que suggère le contraste ambigu ou spectaculaire d'éléments naturels simples opposés ou juxtaposés.

## Biographie
Né Matsuo Kinsaku (松尾 金作), et devenu après l'enfance Matsuo Munefusa (松尾 宗房), il est issu d'une famille de bushi qui a perdu ce statut et qui vit d'agriculture. Il est embauché à la fin de son adolescence par la maison Tōdō, et devient compagnon littéraire de Toshitada, le fils du seigneur. Il développe alors son don pour la poésie. Toshitada meurt jeune en 1666, et il quitte la région.
Sa vie de 1667 à 1671 est peu connue, il aurait suivi l'enseignement de philosophie et de poésie de plusieurs maîtres, Kitamura Kigin, à Kyōto. En 1672, il part pour Edo.
Une fois à Edo, Bashō adopte le nom de plume Tōsei. Après avoir occupé divers emplois, il parvint, arrivé à la trentaine, a gagner sa vie comme professeur de haikai. Il prend alors des disciples dont Kikaku, Ransetsu et Sanpū, qui le soutiendront jusqu'à sa mort. Il publie son premier recueil de poèmes dont le célèbre :
« 
Sur une branche morte

Les corbeaux se sont perchés

Soir d'automne.
 »
En 1680, il se retire soudainement dans le village de Fukagawa, sur la rive orientale de la Sumida-gawa. Il continue d'y pratiquer le haïku avec son groupe de disciples . Le surnom de cet endroit est « l'Ermitage au bananier » (Bashō-an) car un bananier lui avait été offert par l'un de ses disciples. Il le planta devant son ermitage – où il se trouve toujours – et lui emprunte son nom de plume. À ce moment, Bashō se met à étudier le bouddhisme zen sous la conduite du prêtre Butchō. En 1684, il entreprend une série de voyages, qu'il raconte dans ses mémoires.
Le style nouveau qui caractérise son école est le style shōfū (蕉風). Celui-ci peut se définir par quatre mots :
- sabi (寂?) : c'est la recherche de la simplicité et la conscience de l'altération que le temps inflige aux choses et aux êtres ;
- shiori (しをり?) : il s'agit des suggestions qui émanent du poème sans qu'elles ne soient formellement exprimées ;
- hosomi (細み?) : l'amour des choses humbles et la découverte de leur beauté ;
- karumi (軽み?) : l'humour qui allège du sérieux et de la gravité.

Pour Bashō, le haïku n'est pas dans la lettre mais dans le cœur. Il s'efforce d'exprimer la beauté contenue dans les plus simples choses de la vie :
« 
Paix du vieil étang.

Une grenouille plonge.

Bruit de l'eau.
 »
Dans cette manière de poème, Bashō parvient à exprimer « l'interpénétration de l'éternel et de l'éphémère » (不易流行, Fueki ryūkō). C'est également une poésie de l'allusion et du non-dit qui fait appel à la sensibilité du lecteur. Par exemple, il évite de décrire l'évidente beauté du mont Fuji :
« 
Brume et pluie.

Fuji caché. Mais maintenant je vais

Content.
 »
Bashō pratique également le journal de voyage qu'il entremêle de délicats poèmes. Le plus célèbre d'entre eux est La Sente étroite du Bout-du-Monde (Oku no hosomichi) mais ils relèvent tous d'un genre impressionniste qui voit le poète s'arrêter devant des paysages ou des scènes de la vie quotidienne et laisser venir le poème que cette vision suscite en lui.
En passant devant les ruines du château où périt le célèbre Minamoto no Yoshitsune alors qu'il était assiégé par l'armée de son frère Yoritomo, le poète est frappé de voir qu'il ne reste rien de cette gigantesque bataille, de tous ces glorieux combats et que la nature a repris ses droits :
« 
Herbes de l'été.

Des valeureux guerriers

La trace d'un songe.
 »
Nourri de culture chinoise et de philosophie bouddhiste, Bashō crée des contrastes saisissants qui, un peu à la manière des koan de l'école bouddhique du Zen, nous invitent à dépasser la dualité des phénomènes et à nous libérer de nos illusions :
« Shizukasa ya
iwa ni shimiiru
semi no koe »
« Silence
le chant des cigales
pénètre les rocs
 »
Bashō est le premier grand maître du haïku et sans aucun doute le plus célèbre au Japon où il reste littéralement vénéré.
Il est enterré à Ōtsu, préfecture de Shiga, dans l'enceinte du temple Gichū-ji auprès de Minamoto no Yoshinaka, conformément à ses derniers souhaits.

## Œuvres de Bashō

### Éditions originales

#### Recueils de poèmes
- 1672. Kai oi
- 1683. Minashiguri
- 1687. Yimatire lesakaka
- 1691. Basho no utsusu kotoba
- 1692. Heikan no setsu
- 1694. Betsuzashiki

#### Les sept livres de poèmes enkasende Bashō et son école
- 1684. Fuyu no hi (tr. Jours d'hiver)
- 1686. Haru no hi (tr. Jours de printemps)
- 1689. Arano (tr. Friches)
- 1690. Hisago (tr. La Calebasse)
- 1691. Sarumino (litt. « l'imperméable de paille du singe », tr. Le Manteau de pluie du singe), assemblage de 4 kasen de 36 vers et considéré comme le modèle littéraire de l'art du haïku tel que rénové par l'auteur
- 1694. Sumidawara (tr. Le Sac à charbon)
- 1698. Zoku sarumina (posthume, litt. « suite de l'imperméable de paille du singe », tr. Le Faucon impatient))

#### Les sept journaux de voyage
- 1685. Nozarashi kikô (litt. « journal de voyage usé par les intempéries », tr. Dussent blanchir mes os - Notes de voyage)
- 1687. Kashima kikô (tr. Notes d'un voyage à Kashima)
- 1688. Oi no kobumi (tr. Le Carnet de la hotte)
- 1688. Sarashina kikô (tr. Notes d'un voyage à Sarashina)
- 1690. Genjû-an no ki (tr. Notes de l'ermitage de Genjû / Notes de la demeure d'illusion)
- 1691. Saga nikki (tr. Le Journal de Saga)
- 1694. Oku no hosomichi (pub. 1702 posthume, tr. La Sente étroite du Bout-du-Monde)

### Édition bilingue
2012. Bashô. Seigneur ermite. L'Intégrale des haïkus, Éditions de La Table Ronde (première édition bilingue des 975 haïkus de Bashō)

### Éditions en français
Sauf indication contraire (le journal de 1976 et sa réédition de 2006), toutes les traductions sont directement depuis le japonais.

#### Les sept livres de poèmes enkasende Bashō et son école
- 1986. Le Manteau de pluie du singe (trad. René Sieffert), éd. POF, coll. « Poètes du Japon », xvi-206 pages,  (ISBN 2-7169-0218-6) (rééd. 2002, coll. « Les œuvres capitales de la littérature japonaise »,  (ISBN 2-7169-0331-X) — Traduction de Sarumino
- 1987. Jours d'hiver (trad. René Sieffert), éd. POF, coll. « Poètes du Japon », 79 pages,  (ISBN 2-7169-0256-9) — Traduction de Fuyu no hi
- 1988. Jours de printemps (trad. Alain Kervern ; bilingue), éd. Arfuyen, coll. « Cahiers d'Arfuyen » no 32, 48 pages,  (ISBN 9782903941291) — Traduction partielle de Haru no hi, 41 haïkus (distinct de l'homonyme 1991 chez POF : ici seuls des haïkus de Bashō sont retenus)
- 1991. La Calebasse (trad. René Sieffert), éd. POF, coll. « Poètes du Japon », 80 pages,  (ISBN 2-7169-0276-3) — Traduction de Hisago
- 1991. Jours de printemps (trad. René Sieffert), éd. POF, coll. « Poètes du Japon », 80 pages,  (ISBN 2-7169-0278-X) (réimpr. 2000, coll. « Les œuvres capitales de la littérature japonaise ») — Traduction de Haru no hi (distinct de l'homonyme 1988 chez Arfuyen, qui ne traduit que ceux de Bashō)
- 1992. Friches I. Les Quatre saisons (trad. René Sieffert), éd. POF, coll. « Les œuvres capitales de la littérature japonaise », 191 pages,  (ISBN 2-7169-0281-X) — Traduction de Arano (ici dans une compilation de 1774 comportant les réponses de 176 disciples) (tome repris dans l'intégrale de 2006)
- 1992. Friches II. Réminiscences (trad. René Sieffert), éd. POF, coll. « Les œuvres capitales de la littérature japonaise », 125 pages,  (ISBN 2-7169-0282-8) — Traduction de Arano (ici dans une compilation de 1774 comportant les réponses de 176 disciples) (tome repris dans l'intégrale de 2006)
- 1993. Friches III. Dix kasen (trad. René Sieffert), éd. POF, coll. « Les œuvres capitales de la littérature japonaise », 135 pages,  (ISBN 2-7169-0283-6) — Traduction de Arano (ici dans une compilation de 1774 comportant les réponses de 176 disciples) (tome repris dans l'intégrale de 2006)
- 1993. Le Sac à charbon (trad. René Sieffert), éd. POF, coll. « Poètes du Japon », 243 pages,  (ISBN 2-7169-0289-5) (réimpr. 2000, coll. « Les œuvres capitales de la littérature japonaise ») — Traduction de Sumidawara
- 1994. Le Faucon impatient (trad. René Sieffert), éd. POF, coll. « Poètes du Japon », 298 pages,  (ISBN 2-7169-0290-9) (réimpr. 2000, coll. « Les œuvres capitales de la littérature japonaise ») — Traduction de Zoku Sarumino (suite du Manteau de pluie du singe)
- 2006. Friches (trad. René Sieffert), Éditions Verdier, coll. « Verdier poche », 472 pages,  (ISBN 978-2-86432-481-2) — Traduction de Arano (ici dans une compilation de 1774 comportant les réponses de 176 disciples) (reprend les trois tomes de 1992-1993 (OCLC 32574645) chez POF)
- 2008. Cent onze haïku

#### Les sept journaux de voyage
- 1976. Voyage poétique à travers le Japon d'autrefois. La Route étroite vers les Districts du Nord et haiku choisis (trad. de A Haiku Journey: Basho's The Narrow Road to the Far North and Selected Haiku depuis l'anglais par Nicolas Bouvier), Fribourg, éd. de l'Office du livre, coll. « Bibliothèque des arts », 111 pages, pas d'ISBN (OCLC 4289990) (rééd. 2006 sans les photos de Dennis Stock, Le Chemin étroit vers les contrées du Nord. Précédé par huit haïku, Genève, éd. Héros-Limite, 80 pages,  (ISBN 978-2-940358-13-7) — Retraduction en français d'un ouvrage en anglais de 1974 (trad. Dorothy Britton du journal de voyage Oku no hosomichi plus huit haïkus choisis, illustré de photos de Dennis Stock(en allemand),  (ISBN 0-87011-239-2).
- 1976. Journaux de voyage (trad. René Sieffert), éd. POF, coll. « Les Trois grands du XVIIe siècle » no 1 & Unesco, coll. « Collection Unesco d'œuvres representatives : série japonaise », 122 pages,  (ISBN 2-7169-0036-1) (rééd. 1978,  (ISBN 2-7169-0090-6) ; réimpr. 1984, coll. « Les œuvres capitales de la littérature japonaise » ; rééd. 1988,  (ISBN 2-7169-0196-1) ; 2001,  (ISBN 2-7169-0327-1) — Traduction de l'intégralité des sept journaux de voyage[13].
- 1988. L'Ermitage d'illusion (trad. Jacques Bussy), éd. La Délirante, 60 pages,  (ISBN 2-85745-004-4) — Traduction du journal Genjû-an no ki
- 2004. Sur le chemin étroit du Nord profond (trad. Manda ; bilingue), éd. Atelier Manda, 128 pages,  (ISBN 978-2-9523257-0-7) — Traduction d'extraits du journal de voyage Oku no hosomichi, calligraphiée et illustrée.
- 2005. Carnets de voyage (trad. Manda ; bilingue), éd. Atelier Manda, 180 pages,  (ISBN 978-2-9523257-1-4) — Traduction d'extraits du journal de voyage Nozarashi kikô, calligraphiée et illustrée.
- 2008. L'Étroit chemin du fond (trad. et commentaire Alain Walter ; bilingue), éd. William Blake, 267 pages,  (ISBN 978-2-84103-163-4) — Traduction du journal de voyage Oku no hosomichi.
- 2014. Mes os blancs sur la lande et À propos de la transplantation du bananier (trad. et commentaire Alain Walter ; bilingue), éd. William Blake, 215 pages,  (ISBN 978-2-84103-213-6) — Traduction du journal de voyage Nozarashi kikô et de Bashô wo utsusu kotoba.
- 2018. Pèlerinage à Kashima, l'île-aux-daims (trad. et commentaire Alain Walter ; bilingue), éd. William Blake, 80 pages,  (ISBN 978-2-84103-224-2) — Traduction du journal de voyage Kashima mōde.
- 2022. Le carnet de la hotte (trad. et commentaire Alain Walter ; bilingue), éd. William Blake, 244 pages,  (ISBN 978-2841032273) — Traduction du journal de voyage Oi no kobumi.
- 2023.Notes d’un voyage à Sarashina (trad. et commentaire Alain Walter ; bilingue), éd. William Blake, 124 pages,  (ISBN 978-2841032327) — Traduction du journal de voyage Sarashina Kikō[14].

#### Sélections de poèmes
- 1979. Cent cinq haïkaï (trad. Koumiko Muraoka et Fouad El-Etr), éd. La Délirante, 46 pages, pas d'ISBN (OCLC 32078537) (2e éd. 1991 ; 3e éd. 2000,  (ISBN 2-85745-017-6)
- 1991. À Kyoto rêvant de Kyoto (trad. Cheng Wing Fun et Hervé Collet ; bilingue), éd. Moundarren, 147 pages,  (ISBN 2-907312-12-X) (2e éd. 2004 rev. et aug., 130 pages,  (ISBN 2-907312-50-2)
- 1998. Cent onze haiku (trad. Joan Titus-Carmel ; bilingue), Éditions Verdier, 111 pages,  (ISBN 2-86432-291-9)

#### Anthologies
2002. Haiku : anthologie du poème court japonais, éd. Gallimard, 504 haïkus (pour moitié des quatre maîtres : 46 de Bashō, 51 de Buson, 82 de Issa, 56 de Shiki)